# Кривошеев, Артём Трифонович
Артём Трифонович Кривошеев (1884—1937) — русский матрос, начавший революционную деятельность на корабле «Прут», на котором служил. Большевик с 1918 года. В 1918 году его избрали заместителем, а затем председателем военно-революционного комитета в Одессе. Участвовал в гражданской войне. За храбрость удостоен ордена Красного Знамени. Позже был губернским комиссаром в Курске, а также — директором-распорядителем акционерных обществ в Архангельске.